# Martin-chasseur à tête grise
Halcyon leucocephala
Espèce
Statut de conservation UICN

 LC  : Préoccupation mineure
Le Martin-chasseur à tête grise (Halcyon leucocephala) est une espèce d'oiseaux de la famille des Alcedinidae.

## Morphologie

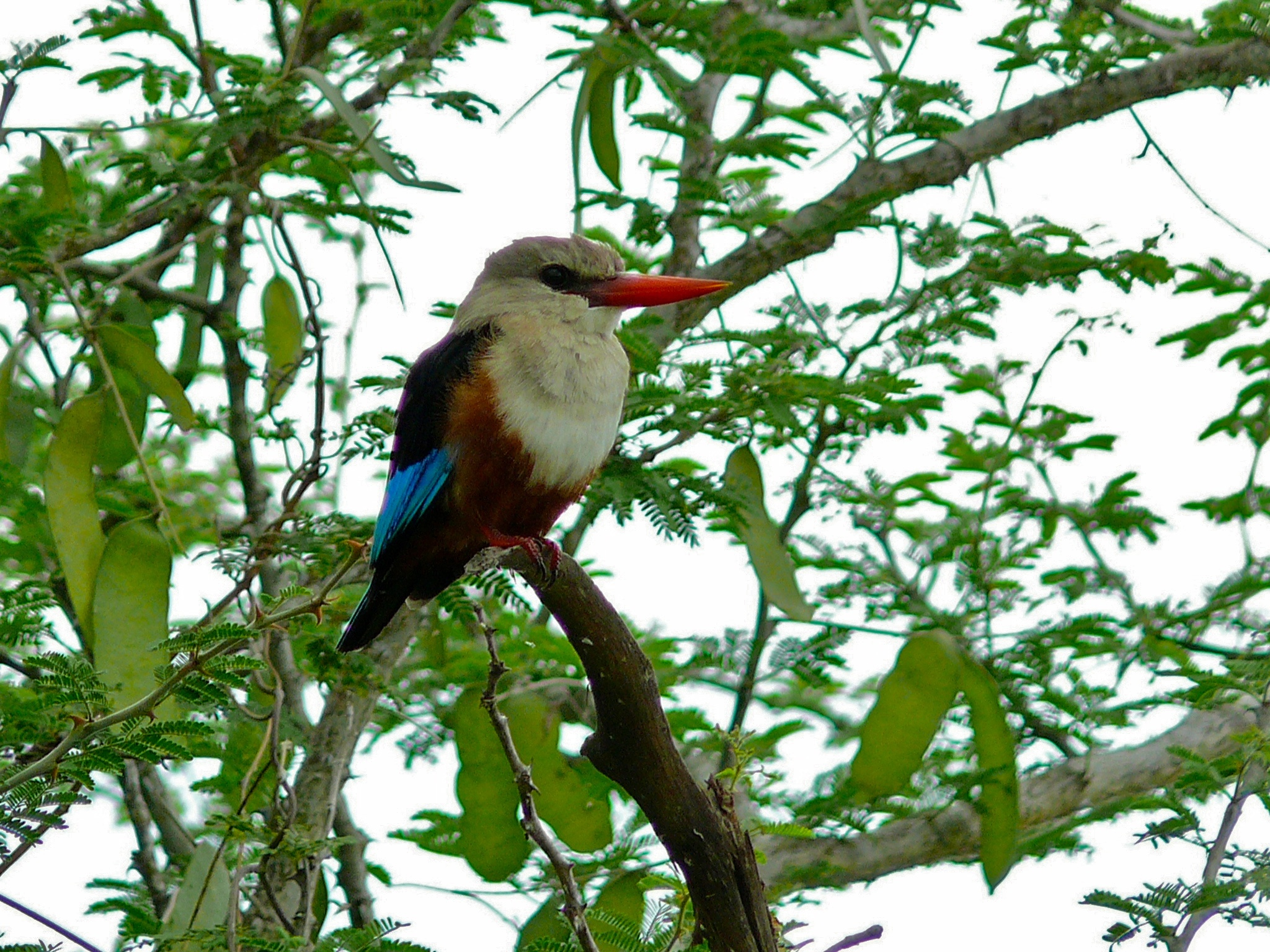
Parc national Murchison Falls, Ouganda

## Répartition et habitat
Répartition
Îles du Cap Vert au large de la côte nord-ouest de l'Afrique à la Mauritanie, du Sénégal et de la Gambie, à l'est de l'Éthiopie, la Somalie et le sud de l'Arabie et au sud de l'Afrique du Sud.

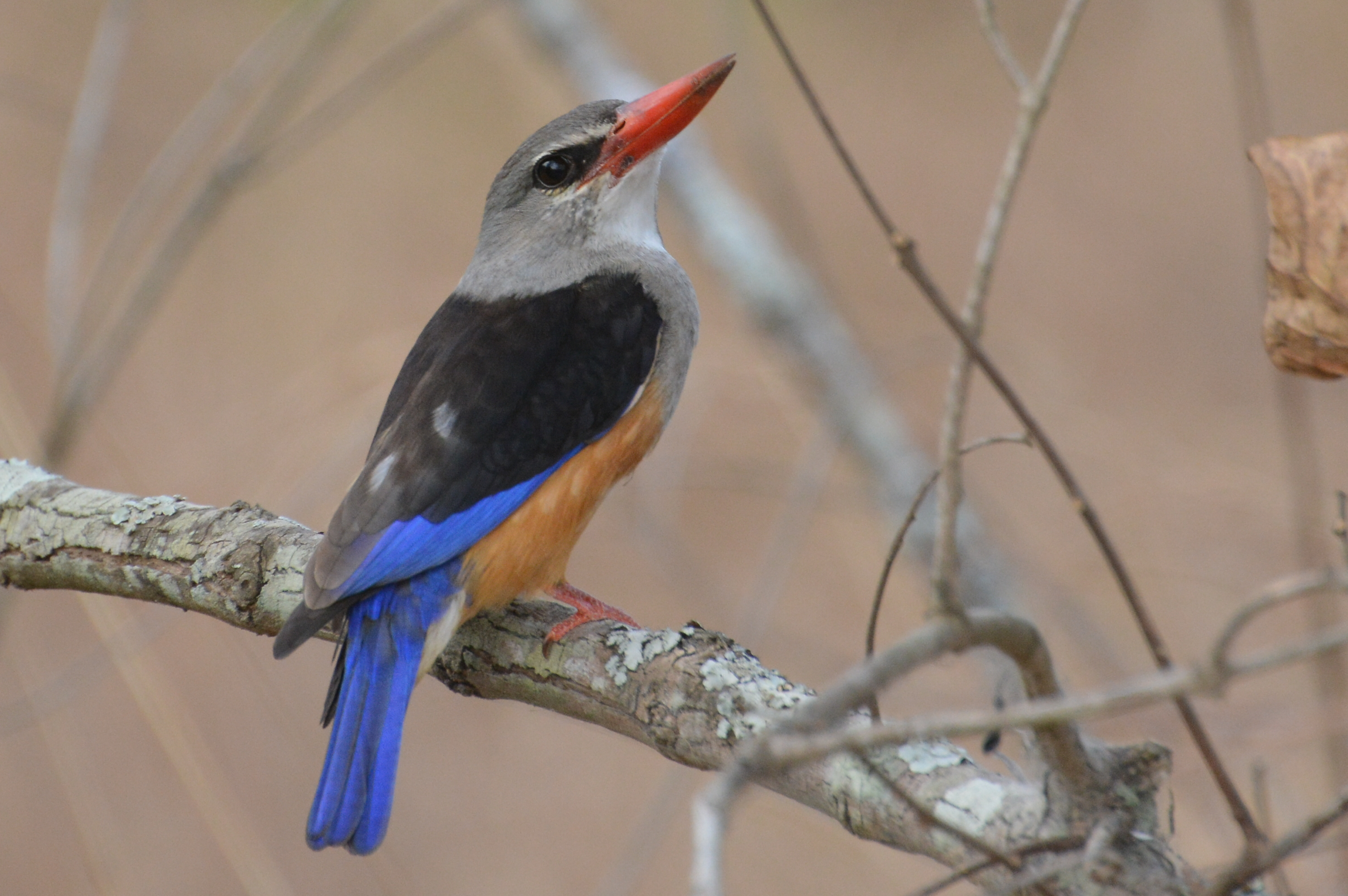
Martin-chasseur à tête grise dans le parc national de l'Akagera, Rwanda

Habitat

### Reproduction

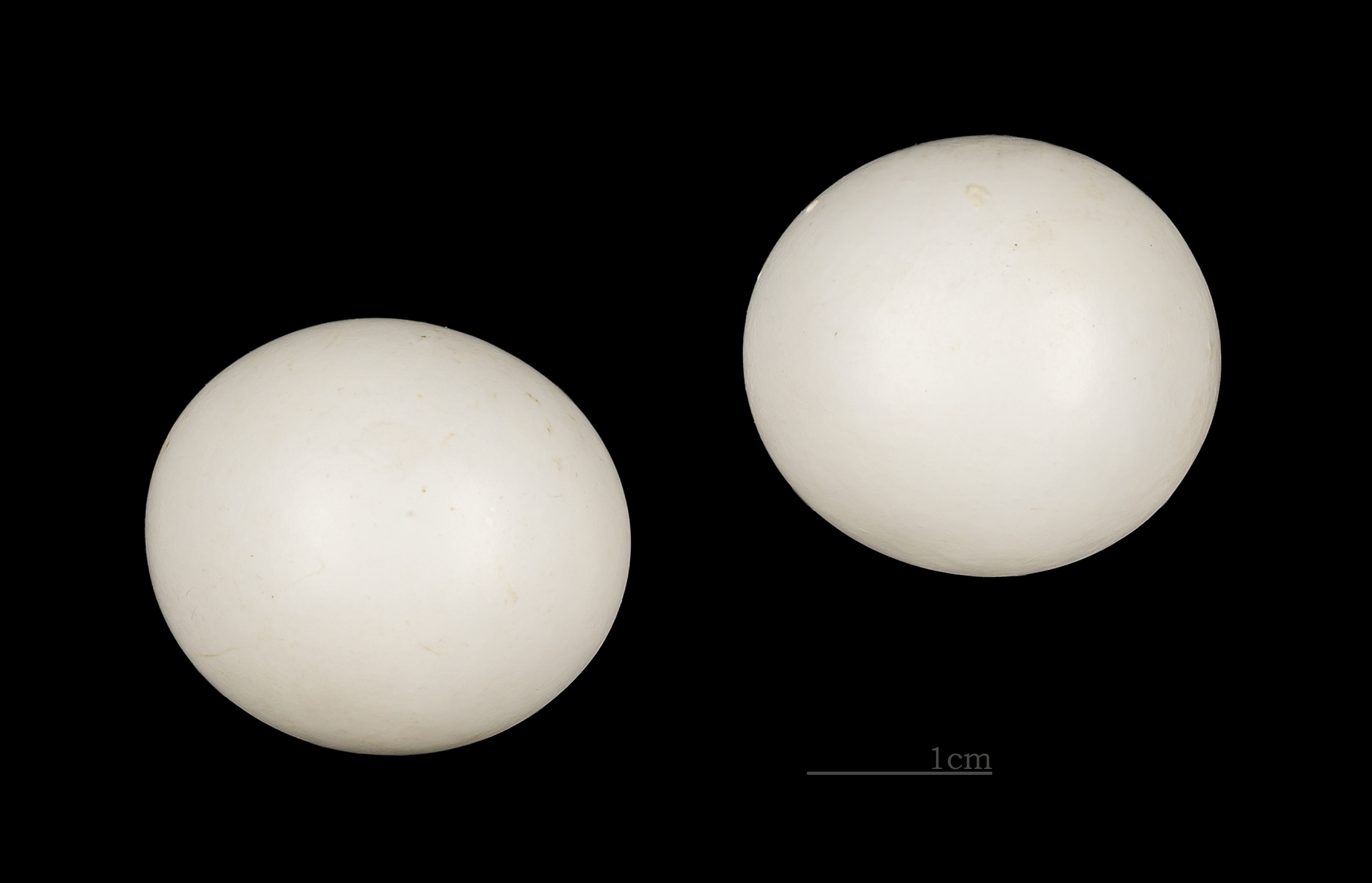
Œufs de Halcyon leucocephala Muséum de Toulouse

## Systématique
L'espèce Halcyon leucocephala a été décrite par l’ornithologue allemand Philipp Ludwig Statius Müller,  en 1776.

### Synonymie
- Alcedo leucocephala Statius Muller, 1776 Protonyme

## Taxinomie
D'après Alan P. Peterson, il existe cinq sous-espèces :
- Halcyon leucocephala acteon  (Lesson, 1830)
- Halcyon leucocephala hyacinthina  Reichenow, 1900
- Halcyon leucocephala leucocephala  (Statius Muller, 1776)
- Halcyon leucocephala pallidiventris  Cabanis, 1880
- Halcyon leucocephala semicaerulea  (Gmelin, 1788)